# Sianowska Huta
Sianowska Huta (kaszub. Swiónowskô Hëta) – wieś kaszubska w Polsce, położona w województwie pomorskim, w powiecie kartuskim, w gminie Kartuzy. Prowadzi tędy również turystyczny  Szlak Kaszubski.
| SIMC    | Nazwa        | Rodzaj    |
| ------- | ------------ | --------- |
| 0163660 | Smolne Błoto | część wsi |
| 0163676 | Welk         | część wsi |

W latach 1975–1998 miejscowość administracyjnie należała do województwa gdańskiego.

## Historia
Od drugiej połowy grudnia 1906 r. do co najmniej drugiej połowy lutego 1907 r. w miejscowej szkole elementarnej odbył się strajk dzieci przeciwko nauczaniu religii w języku niemieckim. Nazwiska uczestników strajku nie są znane. Strajk był elementem znacznie większej akcji biernego oporu wobec pruskich władz szkolnych, która na przełomie 1906 i 1907 r. objęła ponad 460 (!) szkół w prowincji Prusy Zachodnie, czyli przedrozbiorowe Pomorze Gdańskie, Powiśle, ziemię chełmińską i ziemię lubawską oraz część Krajny. Inspiracją dla strajków pomorskich były wcześniejsze działania dzieci w prowincji wielkopolskiej, ze słynnym strajkiem we Wrześni (1901) na czele.